# Stramproy
Stramproy è una località e un'ex-municipalità dei Paesi Bassi situata nella provincia del Limburgo. Soppressa il 1º gennaio 1998, il suo territorio, è stato incorporato in quello della municipalità di Weert.